# Station Caligny
Station Caligny is een spoorwegstation in de Franse gemeente Caligny. Het station is gesloten.